# 梅庄洼农场
梅庄洼农场是中华人民共和国河北省沧州市献县下辖的一个类似乡级单位。

## 行政区划
下辖以下地区：
梅庄洼农虚拟生活区。